# Bolanthus
Bolanthus és un gènere de plantes endèmic de la regió mediterrània. Consta de 17 espècies dins la família cariofil·làcia.

## Algunes espècies
- Bolanthus chelmicus Phitos
- Bolanthus cherlerioides (Bornm.) Barkoudah
- Bolanthus creutzburgii Greuter[2]